# Aïn Barbar
Aïn Barbar (en arabe : عين بربر) est une région située dans la commune de Seraïdi, dans la wilaya d'Annaba, également connue sous le nom de "paradis oublié" par les habitants d'Annaba. Elle est caractérisée par de nombreux paysages naturels, comme les montagnes et les plages. Elle possède également des vestiges des installations de la mine de cuivre, de zinc et de plomb, ainsi qu'un petit port non équipé utilisé pour la pêche traditionnelle. Elle offre une vue sur la baie rocheuse de Seraïdi.

## Richesse
Il y a une grande réserve de phyllites (roches utilisées dans l'industrie de la céramique), ainsi que plusieurs ressources animales, en particulier des espèces sauvages telles que le loup, le sanglier, le renard et diverses espèces d'oiseaux. On trouve également plusieurs ressources végétales, comme le chêne-liège, le chêne et l'olivier. Enfin, la région dispose de plusieurs ressources en eau, notamment des sources, des vallées saisonnières et permanentes, ainsi que des prairies.